# ماریکیتا (تولیما)
ماریکیتا (تولیما) (به اسپانیایی: Mariquita, Tolima) یک سکونتگاه مسکونی در کلمبیا است که در بخش تولیما واقع شده‌است.

## خواهرخوانده
شهر کادیس خواهرخواندهٔ ماریکیتا (تولیما) هست.